# Woleu-Ntem
La provincia di Woleu-Ntem è una delle 9 province del Gabon. 	
Situata nella parte settentrionale del paese confina a nord con il Camerun, a nord-est con la Repubblica del Congo, a sud-est con la provincia di Ogooué-Ivindo, a sud con quella di Moyen-Ogooué, a sud-ovest con quella di Estuaire e a nord-ovest con la Guinea Equatoriale.